# Abra de Zenta
L'Abra de Zenta est un col de haute montagne situé en Argentine entre la province de Salta et la province de Jujuy.

## Géographie
Proche de la municipalité de San Ramón de la Nueva Orán à laquelle il est partiellement rattaché administrativement, le col est situé à environ 1 500 km de Buenos Aires à une altitude de 4 376 m.

## Histoire
Le 27 octobre 1683, Pedro Ortiz de Zárate et le père jésuite italien Giovanni Antonio Solinas sont assassinés à l'Abra de Zenta.
Victor Martin de Moussy signale le col en 1860 comme le « point culminant de la route d'Humaguaca et de Bolivie ». Ses observations concluent alors à une altitude de 4 530 m. En 1865, dans L'Année géographique, il ajoute : « [...] là nous franchissons le col le plus élevé encore de tous nos voyages, l'Abra de Zenta. Cette route nous met dans les plaines élevées de Jujuy... »
En 1890, Francisco Latzina dans sa Géographie de la République argentine écrit : « Du côté est, le rio Grande de Jujuy reçoit le Cianso qui vient de l'abra de Zenta ».
Des trilobites y ont été découverts dans les années 2000.